# Brian G. Hutton
Brian Geoffrey Hutton (* 1. Januar 1935 in Harlem, New York City; † 19. August 2014 in Los Angeles, Kalifornien) war ein US-amerikanischer Filmregisseur und Schauspieler. Hutton inszenierte einige namhafte internationale Kinofilme, darunter Filme wie Agenten sterben einsam, Stoßtrupp Gold oder Höllenjagd bis ans Ende der Welt.

## Leben und Werk
Brian Geoffrey Hutton, geboren 1935 im Norden von Harlem, begann seine Ausbildung und seine Filmkarriere als Schauspieler in New York. Als Brian Hutton bekam er mit 19 Jahren seinen ersten kleineren Part im amerikanischen Fernsehen mit einer Rolle in einer Folge der Serie Robert Montgomery Presents. Ab Mitte der 1950er Jahre besetzten ihn dann Regisseure wie Henry Koster, Robert Mulligan oder auch Roger Corman in kleinen oder größeren Nebenrollen im Kino. Erst eine Darstellung in dem John-Sturges-Western Zwei rechnen ab (1957) mit Burt Lancaster und Kirk Douglas brachte ihm zeitweilig etwas mehr Aufmerksamkeit. John Sturges förderte den jungen Mann, indem er ihm 1959 eine zweite größere Rolle in seinem Westernklassiker Der letzte Zug von Gun Hill, neben Stars wie Kirk Douglas, Anthony Quinn, Carolyn Jones, Earl Holliman oder Brad Dexter, gab. Doch der erhoffte Durchbruch als ernsthafter Schauspieler mit Starpotential gelang nicht. Hutton hielt sich daraufhin einige Jahre in Detektiv- oder Westernserien wie Kein Fall für FBI, Wagon Train, Westlich von Santa Fe oder Am Fuß der Blauen Berge mit Routine-Engagements über Wasser, erkannte aber zunehmend, dass sein eigentliches Talent nicht vor, sondern hinter der Kamera liegen würde. So wechselte er Mitte der 1960er Jahre durch einen Freund, den Regisseur und Autor Douglas M. Heyes, vom Schauspiel- ins Regiefach.
1965 inszenierte er mit Wild Seed zuerst ein romantisches Drama mit Michael Parks. Es folgte ein Jahr später eine Komödie mit Brian Bedford namens The Pad and How to Use It. Erst 1968 gelang mit der Popularität des Solo für O.N.C.E.L.-Darstellers David McCallum in dem Agentenkrimi Kugeln sind sein Autogramm der Start als erfolgreicher Regisseur.
Ende des Jahres 1968 bekam er die Gelegenheit, in Alistair MacLeans Bestseller-Verfilmung Agenten sterben einsam mit Weltstars wie Clint Eastwood und Richard Burton zu arbeiten. Der Film wurde ein großer kommerzieller Erfolg, und Clint Eastwood war 1970 zu einer weiteren Zusammenarbeit mit Brian G. Hutton in seinem nächsten Projekt, der Kriegsfilm-Satire Stoßtrupp Gold, bereit. Weitere Stars dieser Produktion waren hier Donald Sutherland und Telly Savalas.
Nach den beiden erfolgreichen Kriegsfilmen mit Clint Eastwood drehte Hutton zwei Filme mit dem Hollywoodstar Elizabeth Taylor. 1972 inszenierte er mit ihr das Drama Zee and Co. an der Seite von Michael Caine und Susannah York und 1973 den Mystery-Thriller Die Nacht der tausend Augen, dieses Mal an ihrer Seite der Schauspieler Laurence Harvey in einer seiner letzten Rollen. Beide Filme blieben jedoch hinter den Erwartungen an der Kinokasse zurück, und so dauerte es bis 1980, bis sich für Hutton mit dem Film Die erste Todsünde wieder die Möglichkeit ergab, als Regisseur zu arbeiten. Er kehrte damit ins altbewährte Thriller-Metier zurück und setzte Altstars wie Frank Sinatra und Faye Dunaway routiniert in Szene.
1982 bot ihm der Produzent Fred Weintraub noch einmal die Gelegenheit, für einen großen Abenteuerfilm den Regiestuhl zu besteigen. Höllenjagd bis ans Ende der Welt mit Tom Selleck und Bess Armstrong bot neben ästhetischen Bildern an exotischen Schauplätzen und einem hochemotionalen Soundtrack von Oscar-Preisträger John Barry vieles, was ein erfolgreiches Filmepos braucht. Allein die Handlung und die Länge des Films überzeugten das internationale Publikum nicht in ausreichendem Maße. Höllenjagd bis ans Ende der Welt blieb die letzte Kinoarbeit von Brian G. Hutton. Danach konzentrierte er sich auf den Handel mit Immobilien-Investments.
In der Fernsehdokumentation The 100 Greatest War Films von 2005 von Regisseur Mark Murray sah man Brian G. Hutton noch einmal vor einer Kamera – als er selbst.

## Filmografie

### Als Regisseur
- 1965: Wild Seed
- 1966: The Pad and How to Use It
- 1968: Kugeln sind sein Autogramm (Sol Madrid)
- 1968: Agenten sterben einsam (Where Eagles Dare)
- 1970: Stoßtrupp Gold (Kelly’s Heroes)
- 1972: Zee and Co. (X, Y und Zee)
- 1973: Die Nacht der tausend Augen (Night Watch)
- 1980: Die erste Todsünde (The First Deadly Sin)
- 1983: Höllenjagd bis ans Ende der Welt (High Road to China)

### Als Schauspieler
- 1955: Guten Morgen, Miss Fink (Good Morning, Miss Dove)
- 1957: Die Nacht kennt keine Schatten (Fear Strikes Out)
- 1957: Carnival Rock
- 1957: Zwei rechnen ab (Gunfight at the O.K. Corral)
- 1958: Mein Leben ist der Rhythmus (King Creole)
- 1959: Der letzte Zug von Gun Hill (Last Train from Gun Hill)
- 1959: Der Fischer von Galiläa (The Big Fisherman)
- 1962: Männer, die das Leben lieben (The Interns)